# Municipalidad Provincial de Piura
La Municipalidad Provincial de Piura es el órgano de gobierno local de la provincia de Piura y el distrito de Piura, Perú. Su sede es la ciudad de Piura, capital de la provincia homónima.

## Historia
La Municipalidad Provincial de Piura fue creada mediante la Ley del 30 de marzo de 1861, fecha de la creación del departamento de Piura.

## Organización
De acuerdo con la Ley Orgánica de Municipalidades, las municipalidades están conformadas por el consejo municipal y la alcaldía, los mismos que son elegidos por votación popular en un periodo de cuatro años.

### Consejo Municipal
El Consejo Provincial de Piura está constituido por el alcalde y 15 regidores según proclamado por el Jurado Nacional de Elecciones conforme a la ley. Los miembros del Concejo Municipal ejercen funciones normativas y fiscalizadoras, con las facultades y atribuciones que establece la Ley N° 27972. El actual consejo provincial está conformado por:
| Cargo                        | Autoridad electa                 | Partido político | Partido político |
| ---------------------------- | -------------------------------- | ---------------- | ---------------- |
| Alcalde Provincial de Piura  | Gabriel Madrid Orúe              |                  | Unidad Regional  |
| Regidor Provincial de Piura  | Juan Francisco Cevallos López    |                  |                  |
| Regidora Provincial de Piura | Teresa Calva Saavedra            |                  |                  |
| Regidor Provincial de Piura  | Efraín Ricardo Chuecas Wong      |                  |                  |
| Regidora Provincial de Piura | Lucy Del Pilar Chunga Pazo       |                  |                  |
| Regidor Provincial de Piura  | Edwin Cristian Carreño Yar       |                  |                  |
| Regidora Provincial de Piura | Jimenez Garcia Mereyda           |                  |                  |
| Regidor Provincial de Piura  | Bruno Alonso Vega Carmen         |                  |                  |
| Regidora Provincial de Piura | Dioselinda Valdiviezo Domínguez  |                  |                  |
| Regidor Provincial de Piura  | Carlos Javier Benites Guerrero   |                  |                  |
| Regidor Provincial de Piura  | Martin Gerardo Olivares Chanduví |                  |                  |
| Regidora Provincial de Piura | Carla Guiliana Nima Sandoval     |                  |                  |
| Regidor Provincial de Piura  | Acuña Carrasco Ricardo Javier    |                  |                  |
| Regidor Provincial de Piura  | Sergio Omar Valladolid Saavedra  |                  |                  |
| Regidor Provincial de Piura  | Daniel Alonso Verastegui Urbina  |                  |                  |
| Regidora Provincial de Piura | Trilce Yuvitza Reyes Mendoza     |                  |                  |

### Alcalde
El alcalde es el órgano ejecutivo del gobierno local. Es el representante legal de la Municipalidad y su máxima autoridad administrativa. El alcalde ejerce las funciones ejecutivas del gobierno municipal y tiene las facultades y atribuciones establecidas en la Ley Orgánica de Municipalidades y otras normas que le asignen atribuciones y funciones. Según acorde a los resultados de las elecciones municipales de 2022, el actual alcalde es Gabriel Madrid Orúe quien resultó electo en dichos comicios.

### Gerencia Municipal
Es el órgano de alta dirección responsable de dirigir, coordinar, supervisar y evaluar la gestión administrativa y operativa; así como promover la integridad y la ética institucional de la Municipalidad Provincial de Piura; de acuerdo con la normatividad que regula y rige a los Gobiernos Locales.

### Órganos descentralizados
Los órganos descentralizados se rigen por sus propios estatutos y normas de creación, teniendo así autonomía económica y administrativa. Son constituidos por empresas municipales, proyectos especiales u otra forma de organización permitida por la legislación. Algunos de ellos son:
- Caja Municipal de Ahorro y Crédito de Piura - CMAC
- EPS GRAU
- Fundación Piura
- Servicio de Administración Tributaria de Piura - SATP
- Instituto Vial Provincial